# Château de Vicques
Le château de Vicques est un édifice situé sur le territoire de la commune de Vicques dans le département français du Calvados.

## Localisation
Le monument est situé dans le département français du Calvados, à Vicques, avenue du château. Ce site est traversé par la voie romaine Jort-Exmes et par la Dives.

## Histoire
Le château actuel est bâti dans la deuxième moitié du XVIe siècle et la première moitié du XVIIe siècle, à l'emplacement d'un édifice du XIIe siècle selon Arcisse de Caumont, un château-fort.  
La chapelle date pour sa part de la fin du XVe siècle ou du XVIIe siècle.
Le colombier date de la fin du XVIe siècle. 
Les communs sont datés de 1744 et témoignent de l'importance agricole du domaine seigneurial.
Le château fait l'objet d'importants travaux au XIXe siècle.
L'édifice fait l'objet d'une inscription comme monument historique depuis le 11 avril 1975. La chapelle, le colombier, les façades et les toitures des communs font l'objet de cet arrêté.

## Architecture
Le château est bâti en pierre de Caen et en calcaire, les autres éléments du château sont construits à partir des mêmes matériaux.
Il subsiste une échauguette et des éléments de machicoulis.
La chapelle baroque conserve des statues polychromes des XVe et XVIe siècles dont une Notre-Dame placée sur la façade. Elle a conservé aussi une clôture en bois dans son chœur, datée du début du XVIIe siècle.

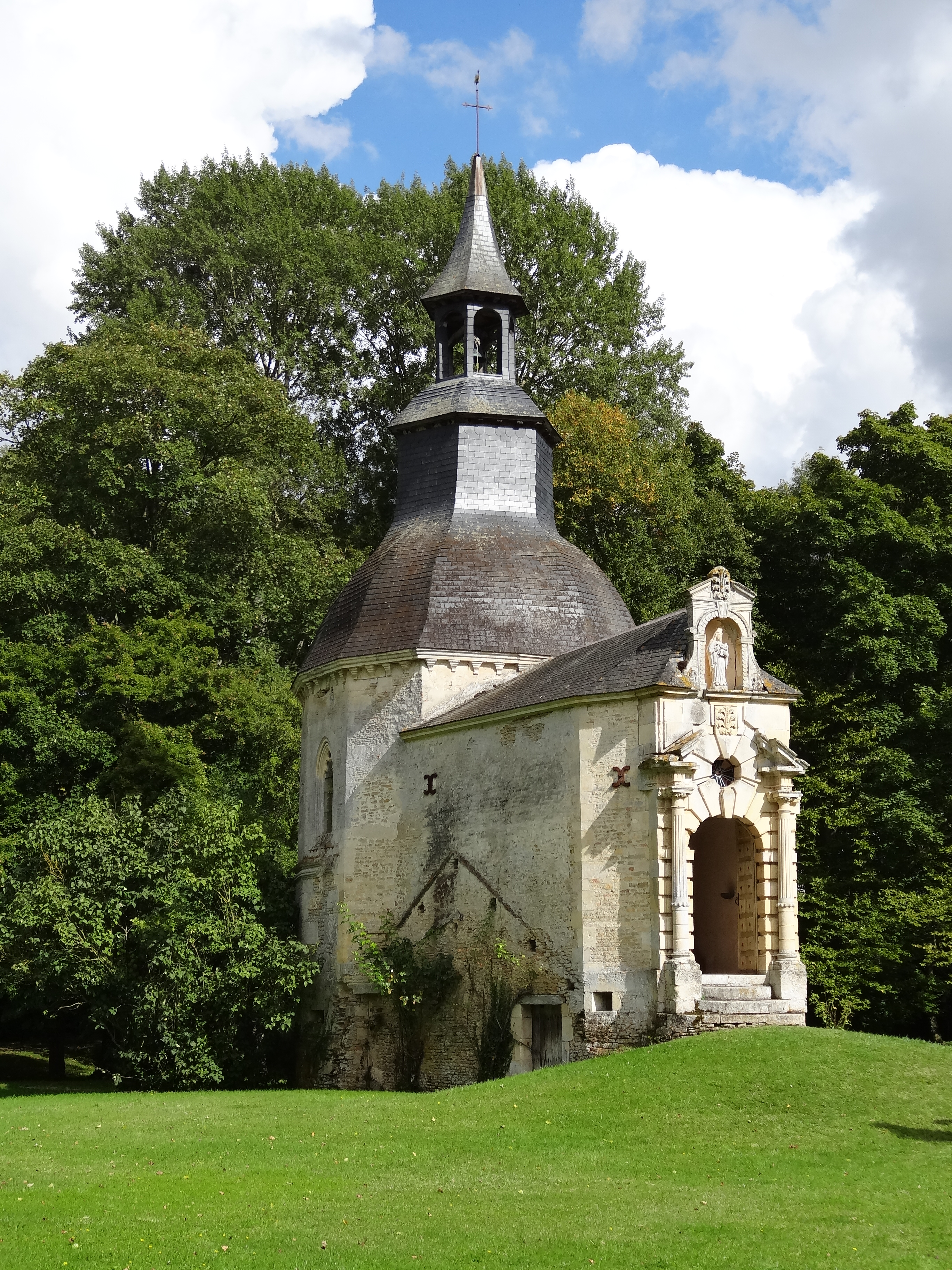
la chapelle vue du nord-ouest
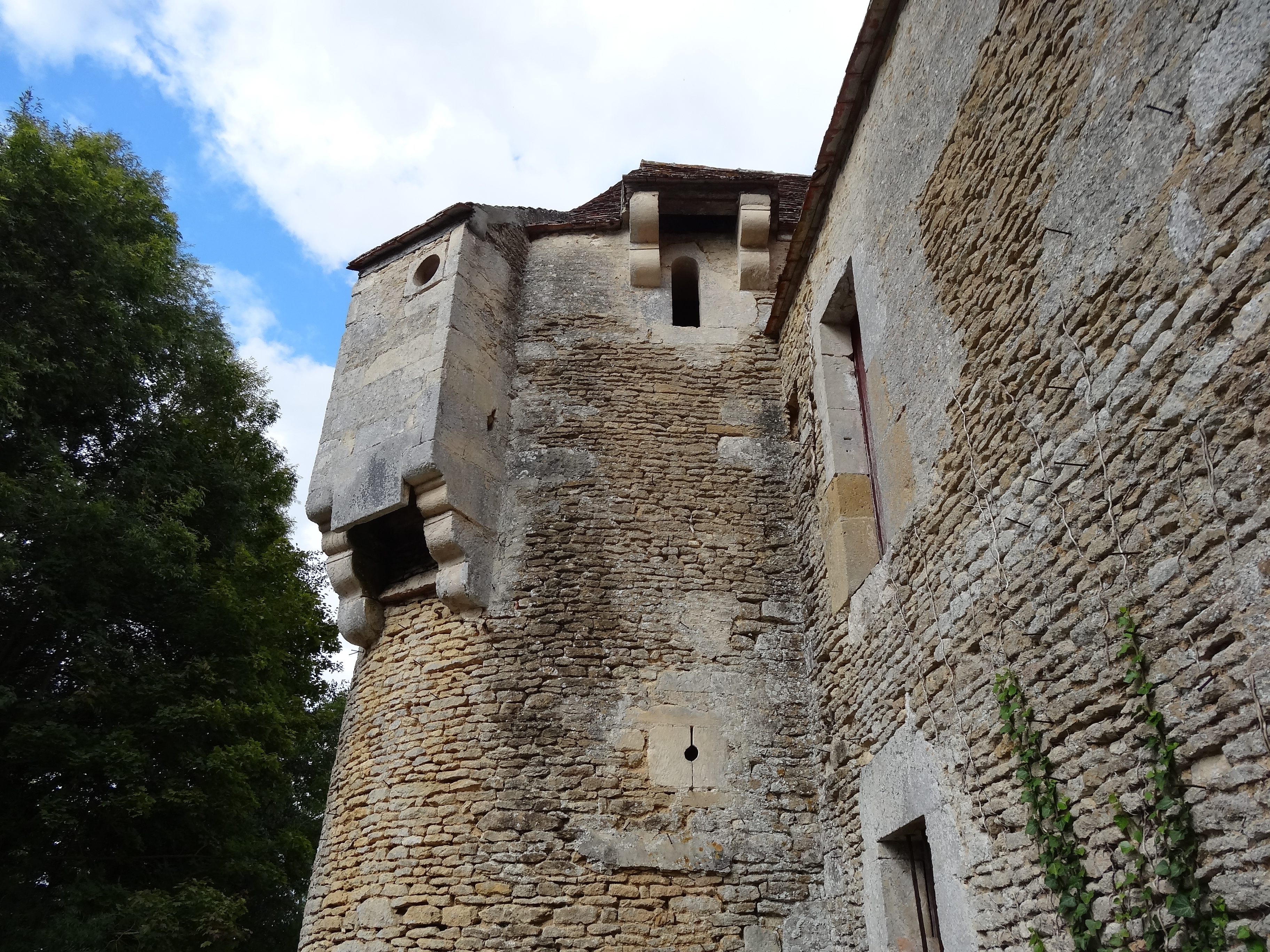
ancien logis vu de l'ouest
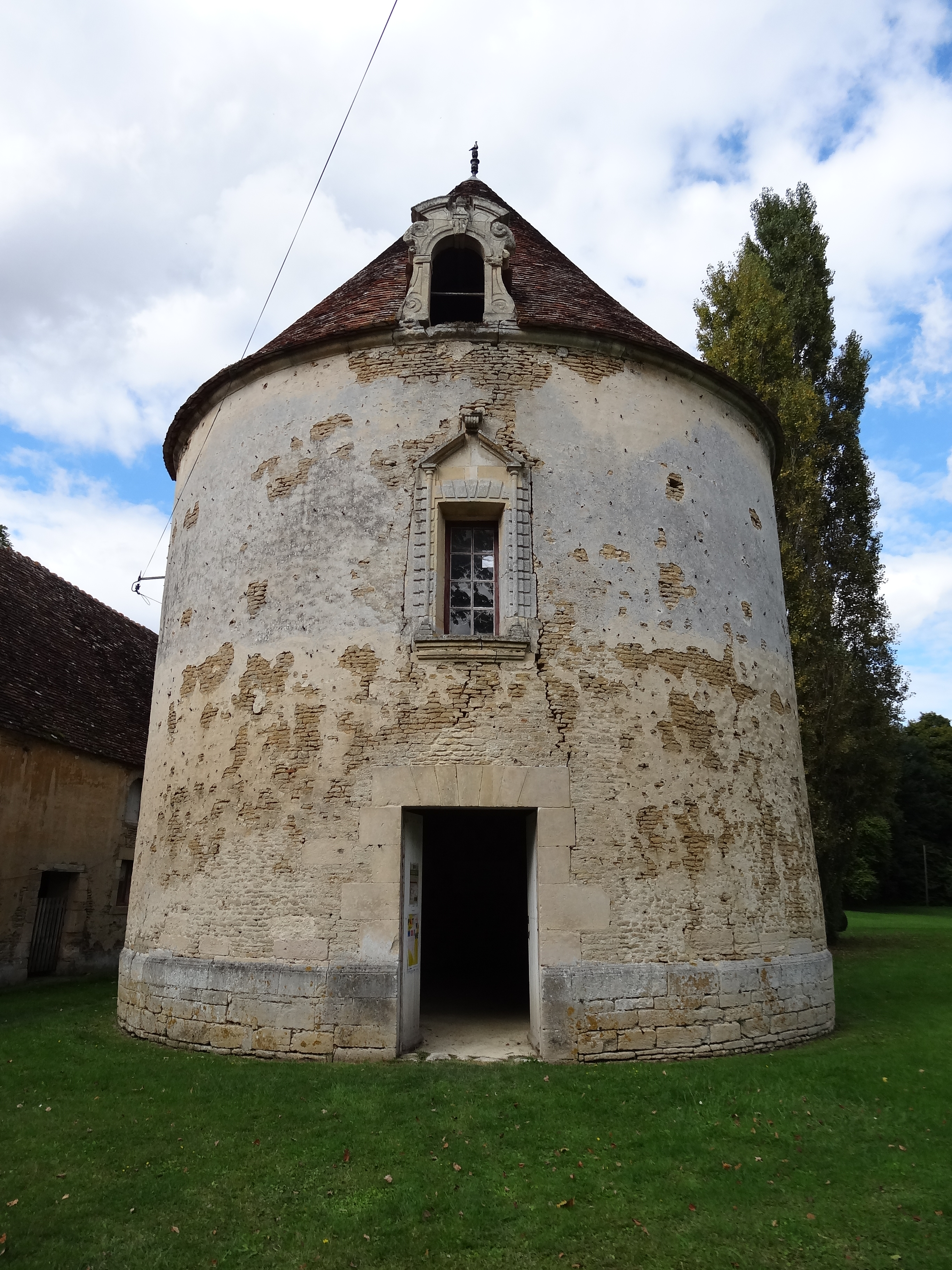
le colombier
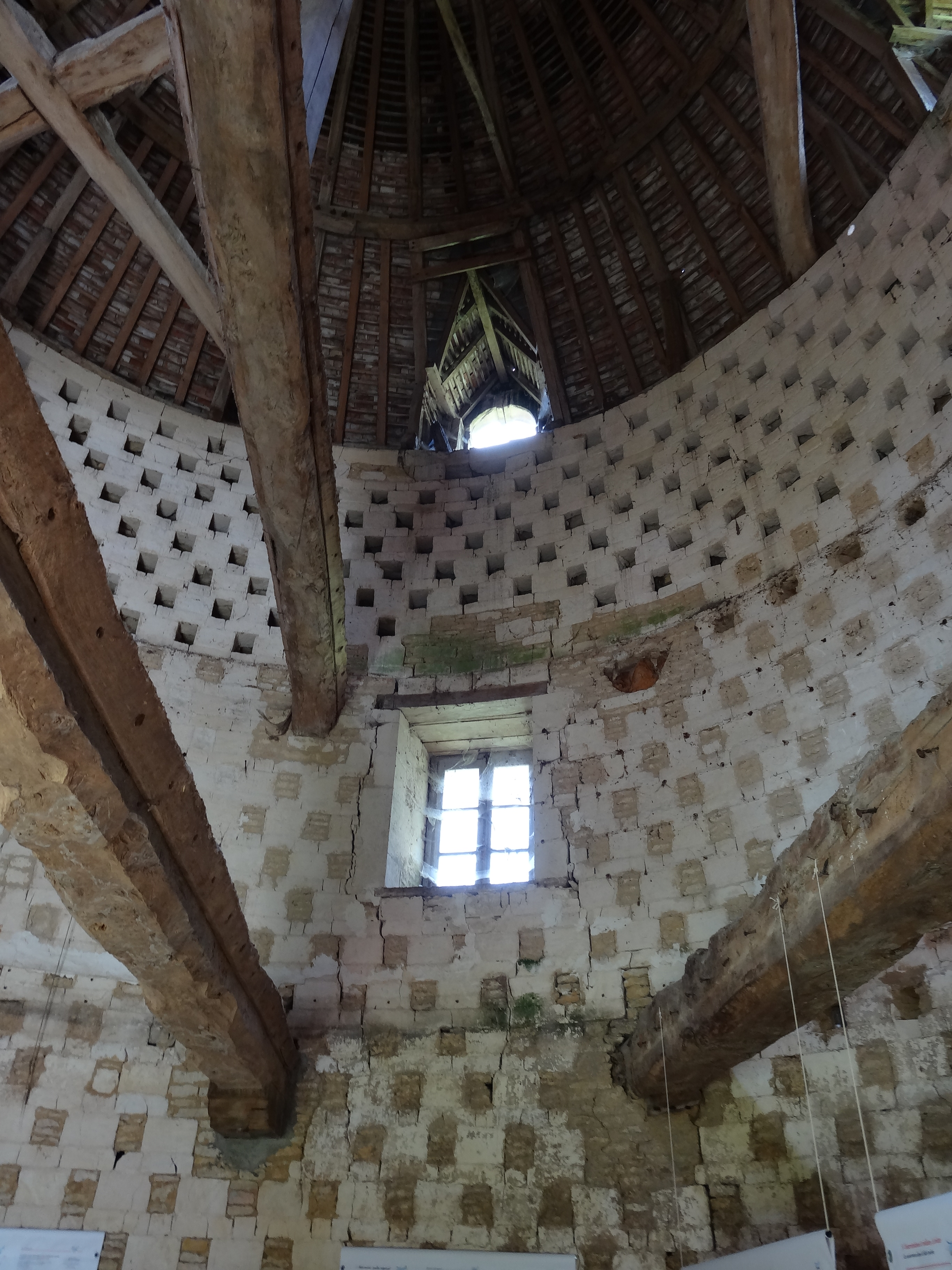
Intérieur du colombier